# Erythroxylum cryptanthum
Erythroxylum cryptanthum är en tvåhjärtbladig växtart som beskrevs av Otto Eugen Schulz. Erythroxylum cryptanthum ingår i släktet Erythroxylum och familjen Erythroxylaceae. Inga underarter finns listade i Catalogue of Life.